# II. Adorján pápa
II. Adorján vagy Hadrián (latinul: Hadrianus), (792, Róma – 872. december 14., Róma) volt a történelem 107. pápája 867. november 13-tól. Immár harmadjára ajánlották fel neki a megtisztelő címet, és ezúttal sem akarta elvállalni a keresztény egyház vezetését, de végül mégis rábeszélték az egyházfőségre. A 75 évesen trónra ülő Adorján minden erejével igyekezett lépést tartani energikus elődjével. A keresztény erkölcs és az egyházi rend jegyében közvetített Nagy Károly leszármazottjai között, és összehívta a nyolcadik egyetemes zsinatot.

## Élete

### Korai évek
792-ben született Rómában, egy nemesi családban, a Colonna famíliában. Ez a család már két egyházfőt is adott az Úr szolgálatába (II. (III.) Istvánt és II. Szergiuszt). Tanulmányait igen nagy alapossággal végezte, és a városban mindenki szívét megnyerte nyájasságával, kedvességével és segítőkészségével. Világosan látta a jó utat, és politikusként is megállta a helyét. Ezt papi pályafutása során is bizonyította. 867 előtt már kétszer is felajánlották neki a pápai trónt, de Adorján nem akarta elfogadni azt, hiszen felszentelése előtt megnősült, és arra hivatkozott, hogy  családjának él. Végül I. Miklós halála után a római zsinat ismét őt választotta meg az egyház vezetésére. A 75 éves bíborost 867. december 14-én szentelték fel Jézus nyájának vezetésére.

### Királyi játékok és a primátus
Pontifikátusa során megpróbálta követni elődje politikáját, amelyet kicsit a saját képére alakítva tökéletesen sikerült végeznie. Elődje harcait mégis néha újra kellett járnia, hiszen az új pontifexet minden érsek tesztelni akarta, vajon mennyi önállóságot enged. Reims érseke, Hinkmar ismét hamar kétségbe vonta a pápai primátust, de Adorján nagy eréllyel szerzett érvényt annak a törvénynek, hogy a püspökök bármilyen kérdésben fellebbezhetnek a pápai udvarhoz. Ezzel Hinkmar jogkörét a sajátja alá helyezte. De nem mindig sikerült elkerülnie, és szerencsésen megoldania a kicsinyes és kapzsi klerikusok hatalomvágyát. Orta püspöke, Arsenius Ifjabb Lajos császár személyes tanácsadója és annak könyvtáros fia, Anastasius erővel rávették Adorjánt, hogy ismerje el az ortai egyházmegye néhány jogát. A császár segítségével Arsenius elrabolta Adorján feleségét és leányát, és amikor célját elérte, kíméletlenül meggyilkolta őket.

#### A frank királyok
Adorján pontifikátusára tovagyűrűzött II. Lothár lotaringiai uralkodó házasságának problémája. Lothár sarokba volt szorítva, hiszen ha a pápa beleegyezése nélkül elválik törvényes feleségétől, Teutbergától és feleségül veszi Waldradát, akkor számolnia kellett a kiátkozással, ami pedig azt jelentette, hogy bármelyik keresztény büntetlenül leszámolhat vele. Alattvalói nem engedelmeskednének neki, és a környező államok, II. Lajos és Kopasz Károly biztosan elfoglalná Lotaringiát. Ezért is örült meg Lothár Teutberga kijelentésének, miszerint ő is el akar válni. A hírrel Lothár azonnal Rómába igyekezett. Adorján nem volt olyan szigorú, mint elődje, ezért engedélyezte a válást, és az újranősülést, azzal a feltétellel, hogy Lothár nyilvános esküben fogadja, hogy a pápai tiltás idején nem volt együtt Waldradával, és hűséget fogad Rómának. Lothár mindebbe beleegyezett, de a kegyetlen sors úgy akarta, hogy 869-ben hazafelé lázban meghaljon.

A trón utódlása hamar ellentétet gerjesztett a frank királyok között. A feszültséget Adorján enyhíteni akarta, ezért vállalta a közvetítő szerepet az uralkodók között. Így született meg 870-ben a merseni szerződés, amely felosztotta Lothár birodalmát a szomszédos királyságok között.

### A nyolcadik egyetemes zsinat
867-ben Bizáncban meghalt III. Mikhaél császár, aki törvénytelenül elmozdította a rómabarát Ignatiosz pátriárkát és helyére törvénytelenül Phótioszt állította. Az új konstantinápolyi pátriárkát I. Miklós pápa nem fogadta el, és 863-ban kiátkozta az egyházból. III. Mihály halála után I. Baszileiosz foglalhatta el a császári trónt. Az új uralkodó nem támogatta a törvénytelen pátriárkát, akinek 867-ben csak nehezen sikerült átvinnie a zsinaton azt az óhaját, hogy Miklóst közösítsék ki. 

A bizánci egyház kérdéseinek megvitatására Baszileiosz levelet írt Adorjánnak, és megegyeztek, hogy 869. október 5-ére összehívják Konstantinápolyba a nyolcadik egyetemes zsinatot, vagyis a negyedik konstantinápolyi zsinatot. Ezen a gyűlésen megfosztották hivatalától Phótioszt, és kiközösítették az egyházból. Helyére Ignatioszt nevezték ki. Ezen a zsinaton rangsort is alkottak a keresztény egyház négy patriarchátusa között, vagyis a konstantinápolyit az alexandriai, antiokheiai és jeruzsálemi elé helyezték.

Ezen a zsinaton tehát hivatalosan véget ért a keleti és nyugati egyházak rövid egyházszakadása. A dicsőséges sikerek mellett azonban Rómának el kellett ismernie, hogy Bulgária a keleti rítusú kereszténységhez csatlakozik.

### Egy életút vége
Az idős, meggyötört Adorján pontifikátusának utolsó évében még igyekezett az északi szlávokat a nyugati egyházhoz közelíteni, így ekkor fogadta a Lateránban a szlávok térítőit, Cirillt és Metódot. Az ő kérésükre engedélyezte a világon először Moráviában a szláv nyelvű liturgiát. 872. december 14-én halt meg.

## Művei
- Documenta Catholica Omnia (latin nyelven). (Hozzáférés: 2011. december 6.)